# Wielfresen
Wielfresen är en tidigare kommun i Österrike. Den ligger i kommunen Wies i förbundslandet Steiermark. Kommunen blev en del av Wies i samband med kommunreformen i Steiermark 1 januari 2015. Kommunen bestod av två orter (Ortschaften); Unterfresen och Wiel.